# NGC 3669
NGC 3669 (również PGC 35113 lub UGC 6431) – galaktyka spiralna z poprzeczką (SBcd), znajdująca się w gwiazdozbiorze Wielkiej Niedźwiedzicy. Odkrył ją William Herschel 18 marca 1790 roku.